# چاه مجید
چاه مجید روستایی در دهستان چاه احمد بخش نازیل شهرستان تفتان استان سیستان و بلوچستان ایران است.

## جمعیت
بر پایه سرشماری عمومی نفوس و مسکن در سال ۱۳۹۵ جمعیت این روستا ۸۶ نفر (۲۲خانوار) بوده‌است.